# Alicia (Isabela)
Alicia, antes conocida como Angadanan Viejo, es un municipio filipino de primera categoría perteneciente a  la provincia de La Isabela en la Región Administrativa de Valle del Cagayán, también denominada Región II.

## Geografía
Tiene una extensión superficial de 154.10 km² y según el censo del 2007, contaba con una población de 61.447 habitantes y 12.838 hogares.; 64.687 el día primero de mayo de 2010

### Barangayes
Alicia se divide administrativamente en 34 barangayes o barrios, 28 de  carácter rural y 6  de carácter urbano.
| - Amistad - Antonino (Pob.) - Apanay - Aurora - Bagnos - Bagong Sikat - Bantug-Petines - Bonifacio - Burgos - Calaocan (Pob.) - Callao - Dagupan | - Inanama - Linglingay - M.H. del Pilar - Mabini - Magsaysay (Pob.) - Mataas na Kahoy - Paddad - Rizal - Rizaluna - Salvación - San Antonio (Pob.) | - San Fernando - San Francisco - San Juan - San Pablo - San Pedro - Santa Cruz - Santa Maria - Santo Domingo - Santo Tomas - Victoria - Zamora |

## Historia
El 28 de septiembre de 1949 Angadanan Viejo se segrega del municipio de Angadanan, cambiando su  nombre por el de Alicia en recuerdo de Alicia Syquia Quirino la que fuera esposa del presidente Elpidio Quirino. (Orden Ejecutiva N.º 268 de 28 de septiembre de 1949).

## Turismo
- Nuestra Señora de Atocha, iglesia parroquial católica inaugurada en 1849.[6]
- Festival de Pagay.